# Sinfonía n.º 50 (Haydn)

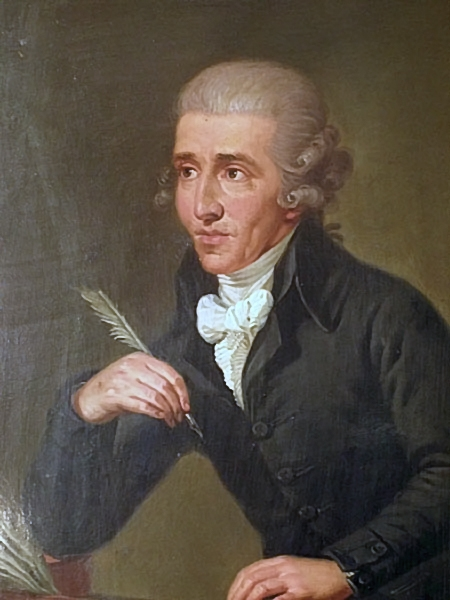
Haydn hacia 1770.

La Sinfonía n.º 50 en do mayor, Hob. I:50 fue compuesta por Joseph Haydn entre 1773 y 1774, durante el periodo Sturm und Drang del compositor.

## Historia
La producción sinfónica del maestro austríaco puede dividirse a grandes rasgos en tres bloques temporales: el primer bloque (1757-1761) se corresponde con su periodo al servicio del conde Carl von Morzin (n.º 1 - n.º 5); el segundo bloque en la corte Esterházy (1761-1790 pero con la última sinfonía para el público de Esterházy en 1781); y el tercer bloque (1782-1795) comprende las Sinfonías de París (n.º 82 - n.º 87) y las Sinfonías de Londres (n.º 93 - n.º 104). El 1 de mayo de 1761 el compositor firmó su contrato como vice-kapellmeister (más tarde kapellmeister) de la familia Esterházy, que nominalmente duró 48 años, hasta su muerte.
La composición de esta pieza se desarrolló entre 1773 y 1774.  

## Instrumentación
La partitura está escrita para una orquesta formada por:
- Viento madera: 2 oboes y 1 fagot.
- Viento metal: 2 trompas (en do y en fa) y 2 trompetas.
- Percusión: timbales.
- Cuerda: una sección de cuerdas con 2 violines, viola, violonchelo y contrabajo.
- Teclado: clavecín como bajo continuo.

Dado que las trompetas doblan las trompas a la misma altura durante la mayor parte de la pieza, Antony Hodgson ha sugerido que pueden ser omitidas. La edición de Helmut Schultz publicada por Universal Edition bajo la guía de H. C. Robbins Landon especifica trompas en do alto con trompetas entre paréntesis. En aquella época se solía emplear un fagot para amplificar la voz del bajo, incluso sin una notación separada. En cuanto a la participación del clavecín como bajo continuo en las sinfonías de Haydn existen diversas opiniones entre los estudiosos: James Webster se sitúa en contra; Hartmut Haenchen a favor; Jamie James en su artículo para The New York Times presenta diferentes posiciones por parte de Roy Goodman, Christopher Hogwood, H. C. Robbins Landon y James Webster. A partir de 2019 la mayor parte de las orquestas con instrumentos modernos no utiliza el clavecín como continuo. No obstante, existen grabaciones con clavecín en el bajo continuo realizadas por: Trevor Pinnock (Sturm und Drang Symphonies, Archiv, 1989-1990); Nikolaus Harnoncourt (n.º 6–8, Das Alte Werk, 1990); Sigiswald Kuijken (incluidas las Sinfonías de París y Londres; Virgin, 1988-1995); Roy Goodman (Ej. n.º 1-25, 70-78, 82-87; Hyperion, 2002).

## Estructura y análisis
La sinfonía consta de cuatro movimientos:
- I. Adagio e maestoso, 4
4 – Allegro di molto, en do mayor 3
4
- II. Andante moderato, en sol mayor 2
4
- III. Menuet, en do mayor – Trio, en fa mayor 3
4
- IV. Finale. Presto, en do mayor 2
2

La interpretación de esta obra dura aproximadamente entre 15 y 20 minutos. Es posible que los primeros dos movimientos de esta sinfonía fueran reconstruidos a partir de la obertura de una ópera de marionetas de Haydn titulada Der Götterrat (prólogo de Filemón y Baucis), hoy perdida. El espectáculo de títeres fue interpretado para la emperatriz María Teresa en 1773. La Sinfonía n.º 50 presenta algunas relaciones curiosas con la más conocida Sinfonía n.° 48 "María Teresa", que lleva ese sobrenombre porque tradicionalmente se creyó que había sido compuesta para celebrar la visita de la emperatriz al palacio de Eszterháza. La n.° 50 fue la única sinfonía que escribió Haydn ese mismo año según los registros. Esta teoría está reforzada por el carácter marcial de los movimientos externos. Además, la n.º 50 posee un aire más festivo que el n.º 48. La n.º 50 es en cierto modo menos "avanzada" que la n.º 48, quizá para agradar los gustos conservadores de la emperatriz sobre música. Todo ello ha llevado a algunos musicólogos como H. C. Robbins Landon a sugerir que la n.º 50 sea la sinfonía que Haydn escribió para celebrar la visita imperial a Eszterháza. Para Reisig la cuestión sigue siendo discutible.

### I.Adagio e maestoso – Allegro di molto
El primer movimiento, Adagio e maestoso – Allegro di molto, está escrito en la tonalidad de do mayor, en compás de 4/4 en el Adagio que en el Allegro pasa a 3/4 y sigue la forma sonata. La sinfonía revela de varias maneras sus orígenes como obertura de Der Götterrat. Se abre con una lenta introducción, marcada Adagio e maestoso, era un rasgo poco común antes de la década de 1780 y transmite el aire majestuoso apropiado para los grandes dioses y diosas que, en este prólogo, pronto aparecerían en el escenario. El Adagio establece un carácter ceremonial de una nobleza digna de Händel. Le sigue un majestuoso tema principal, marcado Allegro di molto, que es más conciso que los movimientos iniciales de las Sinfonías n.º 54 a 57: las modulaciones son abruptas y el ritmo de corchea "impulsor" nunca cede, ni siquiera en la excusa de seis compases para un "segundo tema" cerca del final de la exposición. Todo avanza hacia el drama venidero excepto que en género sinfónico esta energía se convierte en drama.

### II.Andante moderato
El segundo movimiento, Andante moderato, está en sol mayor y en compás de 2/4. En el movimiento lento se percibe también la influencia barroca. Está escrito solamente para cuerdas. La tonalidad elegida es la "brillante" dominante en lugar de la subdominante más habitual, aunque Haydn empleó la dominante para movimientos lentos con más frecuencia, tal vez una cuarta parte del tiempo que la mayoría de sus contemporáneos. Su función original como movimiento operístico puede explicar su conservadora orquestación, esencialmente solo para cuerdas con un violonchelo solista duplicando la melodía a la octava inferior. ES comparable con la Sinfonía n.° 16. Carece de sección de desarrollo real, simplemente un retroceso de seis compases que de manera conservadora incluso restaura la tónica antes de la repetición. Por otro lado, en la repetición entran de repente los oboes, profundizando la expresión. Este repentino enriquecimiento de la paleta instrumental, una especie de "estereoscopia" afectiva, es común en los movimientos lentos del periodo Sturm und Drang del compositor.

### III.Menuet – Trio
El tercer movimiento, Menuet – Trio, está en do mayor que en el trío pasa a fa mayor y en compás de 3/4. El minueto de nueva composición es muy largo, como la mayoría de minuetos de esta época. De hecho se trata de una sonata en miniatura: tema principal "de trompeta", transición vigorosa, tema de cierre para piano en la dominante; sección central principalmente en la menor, sobre una variación imitativa y disonante del tema de cierre; y una recapitulación completa. Está escrito en el lenguaje de baile del compositor. El trío es la verdadera novedad, puesto que es único en la producción sinfónica de Haydn. Presenta la estructura de composición continua de principio a fin. Comienza con el tema principal del minueto, todavía en do mayor, pero de repente se desvía hacia la subdominante fa mayor, donde entra la melodía del trío en oboe y violines. Esta melodía es peculiar tanto melódica como rítmicamente, seis compases con un ritmo armónico extrañamente redundante e inestable. La peculiaridad se ve reforzada por su desarrollo a través de cuatro enunciados en un doble período completo. De ahí que, cuando finalmente entra una secuencia modulante, suene como el comienzo de la segunda parte de una forma binaria convencional. Sin embargo, esta sección pronto aterriza en la dominante mi mayor (compás 94). Esto insólitamente resulta ser la retransición al minueto, que entra directamente por una progresión remota. El fundamento subyacente es una modulación de tono común (el quinto grado de la menor = el tercer grado de do mayor). En conjunto, el trío se construye así como una transición modulante inestable desde el propio inicio del minueto hacia sí mismo. Para un trío "normal" en la misma tonalidad e instrumentación, véase la Sinfonía n.º 56.

### IV.Finale. Presto
El cuarto y último movimiento, Finale. Presto, retoma la tonalidad inicial, el compás es alla breve y también responde a la forma sonata. El ingenioso y apasionante Finale, que está repleto de contrastes dinámicos, retoma la atmósfera lacónica del movimiento inicial. El tema principal también es bastante sustancial pero más intrincado que extenso, con fanfarrias de metales que embellecen el progreso del movimiento hasta su conclusión. La exposición comprende sólo dos párrafos; cada uno de ellos comienza con el tranquilo tema principal en contrapunto a dos voces, que es un lejano precursor del Finale de la Sinfonía n.º 95, también en do mayor. La cesura entre ellos está marcada por un acorde disonante cuádruple. El desarrollo culmina en dos largos pasajes de acordes fuertes, en rápida alternancia entre cuerdas y vientos. El segundo de ellos incluye perturbadoras disonancias entre los vientos, en mi, y las cuerdas. Pero este mi es la dominante de la menor y, al igual que en el trío, la recapitulación entra en piano, sin transición, mediante el mi de tono común. Su final desemboca sin solución de continuidad en una breve pero brillante coda.